# Maubec (Vaucluse)
Maubec is een gemeente in het Franse departement Vaucluse (regio Provence-Alpes-Côte d'Azur) en telt 1581 inwoners (1999). De plaats maakt deel uit van het arrondissement Apt.

## Geografie
De oppervlakte van Maubec bedraagt 9,2 km², de bevolkingsdichtheid is 171,8 inwoners per km².
De onderstaande kaart toont de ligging van Maubec (Vaucluse) met de belangrijkste infrastructuur en aangrenzende gemeenten.

## Demografie
Onderstaande figuur toont het verloop van het inwonertal (bron: INSEE-tellingen).